# Cratere Vidarr
Vidarr è un cratere sulla superficie di Callisto.